# NGC 7281
NGC 7281 é um aglomerado aberto na direção da constelação de Cepheus. O objeto foi descoberto pelo astrônomo John Herschel em 1829, usando um telescópio refletor com abertura de 18,6 polegadas. 